# Список призёров летних Олимпийских игр 1900
Ниже представлен список всех призёров летних Олимпийских игр 1900 года, проходивших в столице Франции Париже с 14 мая по 28 октября 1900 года. Всего в соревнованиях принял участие 997 спортсменов из 24 стран. Всего было разыграно 95 комплектов медалей в 20 видах спорта.

## Академическая гребля
| Дисциплина          | Золото | Серебро | Бронза |
| ------------------- | --- | --- | --- |
| Одиночки            | Анри Барле Франция | Андре Годен Франция | Сент-Джордж Эш Великобритания |
| Двойки с рулевыми   | Смешанная команда Франсуа Брандт (NED) Релоф Кляйн (NED) Германус Брокман (NED) неизвестный рулевой (FRA)                            | Франция Луи Мартине · Рене Валефф · неизвестный рулевой | Франция Карлос Дельтур · Антуан Ведренн · Рауль Паоли |
| Четвёрки с рулевыми | Франция Анри Азубрук · Анри Бюскер · Эмиль Дельшамбр · Жан Ко · Шарло                                                                | Франция Эмиль Вегелен · Жорж Люмп · Шарль Перрен · Даниэль Субейран | Германия Вильгельм Карстенс · Юлиус Кёрнер · Адольф Мёллер · Хуго Рюстер · Густав Мотс                                                                                       |
| Четвёрки с рулевыми | Германия Густав Госслер · Оскар Госслер · Вальтер Катценштайн · Вальдемар Титгенс · Карл Госслер                                     | Нидерланды Герхард Лотси · Пауль Лотси · Йоханнес Тервогт · Конрад Хибендааль · Германус Брокман                                                                            | Германия Герман Вилькер · Карл Леле · Эрнст Фелле · Отто Фиккайзен · Франц Крёверат                                                                                          |
| Восьмёрки           | США Джон Гайгер · Гарри ДеБекке · Джеймс Джувенал · Уильям Карр · Роско Локвуд · Эдвард Марш · Эдвин Хидли · Джон Эксли · Луис Абель | Бельгия Жюль де Бишо · Проспер Бруггеман · Морис Верднок · Оскар де Кок · Марсель ван Кромбрюгге · Франк Одберг · Оскар де Сомвиль · Морис Хемельсот · Альфред ван Ландегем | Нидерланды Франсуа Брандт · Йоханнес ван Дейк · Релоф Кляйн · Руурд Леегстра · Вальтер Миддельберг · Хендрик Офферхаус · Вальтер Тейссен · Хенрикус Тромп · Германус Брокман |

## Баскская пелота
| Дисциплина      | Золото                                      | Серебро                            | Бронза |
| --------------- | ------------------------------------------- | ---------------------------------- | ------ |
| Баскская пелота | Испания Хосе де Амесола · Франсиско Вильота | Франция Морис Дуркуэтти · Эчегарай | —      |

## Велоспорт
| Дисциплина    | Золото                | Серебро             | Бронза                  |
| Спринт        | Жорж Теландье Франция | Фернан Сан Франция  | Джон Лейк США           |
| 25 километров | Луи Бастьен Франция   | Огюст Домен Франция | Луи Гильдебранд Франция |

## Водное поло
| Дисциплина | Золото | Серебро | Бронза |
| ---------- | --- | --- | --- |
| Мужчины    | Великобритания Джон Дербишир · Питер Кемп · Томас Коу · Уильям Листер · Артур Робертсон · Эрик Робинсон · Джордж Уилкинсон | Бельгия Жан де Бекер · Виктор де Бер · Анри Коэн · Оскар Грегуар · Альбер Мишан · Виктор Соннеманс · Фернан Фаярт | Франция Эжен Кулон · Лериш · Луи Мартен · Дезире Мерше · Шарль Трефель · Фавье · Фардель Франция Томас Бёрджесс · Поль Вассёр · Девено · Альфонс Декупер · Луи Лёффре · Анри Песлье · Песлуа |

## Гольф
| Дисциплина | Золото             | Серебро                         | Бронза                         |
| Мужчины    | Чарльз Сандс США   | Уолтер Ратерфорд Великобритания | Дэвид Робертсон Великобритания |
| Женщины    | Маргарет Эббот США | Полин Уиттер США                | Дарья Прэтт США                |

## Конный спорт
| Дисциплина      | Золото                           | Серебро                          | Бронза                     |
| Конкур          | Эме Хагеман Бельгия              | Жорж ван дер Поэле Бельгия       | Луи де Шамсавен Франция    |
| Прыжки в длину  | Констант ван Лангендонк Бельгия  | Джованни Джорджо Триссино Италия | Пьер де Бельгард Франция   |
| Прыжки в высоту | Доминик Гардер Франция           | —                                | Жорж ван дер Поэле Бельгия |
| Прыжки в высоту | Джованни Джорджо Триссино Италия | —                                | Жорж ван дер Поэле Бельгия |

## Крикет
| Дисциплина | Золото | Серебро | Бронза |
| ---------- | --- | --- | ------ |
| Крикет     | Великобритания Джордж Бакли · Альфред Бауэрман · Френсис Бёрчелл · Артур Биркетт · Чарльз Бичкрофт · Уильям Донн · Фредерик Каминг · Гарри Корнер · Фредерик Кристиан · Альфред Пауэсленд · Джон Саймс · Монтагу Толлер · | Франция Уильям Андерсон · Уильям Аттриль · У. Браунинг · Д. Брейд · Тимоти Жордан · Артур Мак-Ивой · Робер Орн · Дуглас Робинсон · Ф. Рокве · Анри Терри · Филипп Томалин · Альфред Шнейдо · | —      |

## Крокет
| Дисциплина         | Золото                           | Серебро               | Бронза                   |
| Одиночки, один мяч | Гастон Омуатт Франция            | Жорж Жоэн Франция     | Кретьен Вейделик Франция |
| Одиночки, два мяча | Кретьен Вейделик Франция         | Морис Виньеро Франция | Жак Сотеро Франция       |
| Пары               | Гастон Омуатт, Жорж Жоэн Франция | —                     | —                        |

## Лёгкая атлетика
| Дисциплина                  | Золото | Серебро                                                                              | Бронза                         |
| 60 метров                   | Элвин Крэнцлайн США | Уолтер Тьюксбери США                                                                 | Стэн Роули Австралия           |
| 100 метров                  | Фрэнк Джарвис США | Уолтер Тьюксбери США                                                                 | Стэн Роули Австралия           |
| 200 метров                  | Уолтер Тьюксбери США                                                                                                   | Норман Причард Индия                                                                 | Стэн Роули Австралия           |
| 400 метров                  | Максвелл Лонг США | Уильям Голланд США                                                                   | Эрнст Шульц Дания              |
| 800 метров                  | Альфред Тайсоу Великобритания                                                                                          | Джон Креган США                                                                      | Дэвид Холл США                 |
| 1500 метров                 | Чарльз Беннетт Великобритания                                                                                          | Анри Делож Франция                                                                   | Джон Брей США                  |
| Марафон                     | Мишель Теато Франция                                                                                                   | Эмиль Шампьон Франция                                                                | Эрнст Фаст Швеция              |
| 110 метров с барьерами      | Элвин Крэнцлайн США | Джон Мак-Лин США                                                                     | Фредерик Молони США            |
| 200 метров с барьерами      | Элвин Крэнцлайн США | Норман Причард Индия                                                                 | Уолтер Тьюксбери США           |
| 400 метров с барьерами      | Уолтер Тьюксбери США                                                                                                   | Анри Тозен Франция                                                                   | Джордж Ортон Канада            |
| 2500 метров с препятствиями | Джордж Ортон Канада | Сидней Робинсон Великобритания                                                       | Жак Шастанье Франция           |
| 4000 метров с препятствиями | Джон Риммер Великобритания                                                                                             | Чарльз Беннетт Великобритания                                                        | Сидней Робинсон Великобритания |
| 5000 метров среди команд    | Смешанная команда Чарльз Беннетт (GBR) Джон Риммер (GBR) Сидней Робинсон (GBR) Стэнли Роули (AUS) Альфред Тайсоу (GBR) | Франция Анри Делож · Андре Кастанье · Гастон Рагено · Мишель Шампудри · Жак Шастанье | —                              |
| Прыжки в длину              | Элвин Крэнцлайн США | Майер Принштайн США                                                                  | Патрик Лэхи Великобритания     |
| Тройной прыжок              | Майер Принштайн США | Джеймс Конноли США                                                                   | Льюис Шелдон США               |
| Прыжки в высоту             | Ирвинг Бакстер США | Патрик Лэхи Великобритания                                                           | Лайош Гёнци Венгрия            |
| Прыжки с шестом             | Ирвинг Бакстер США | Мередит Колкет США                                                                   | Карл Альберт Андерсен Норвегия |
| Прыжки в длину с места      | Рей Юри США | Ирвинг Бакстер США                                                                   | Эмиль Торшбёф Франция          |
| Тройной прыжок с места      | Рей Юри США | Ирвинг Бакстер США                                                                   | Роберт Гарретт США             |
| Прыжки в высоту с места     | Рей Юри США | Ирвинг Бакстер США                                                                   | Льюис Шелдон США               |
| Толкание ядра               | Ричард Шелдон США | Джозайя Маккрэкен США                                                                | Роберт Гарретт США             |
| Метание диска               | Рудольф Бауэр Венгрия                                                                                                  | Франтишек Янда-Сук Богемия                                                           | Ричард Шелдон США              |
| Метание молота              | Джон Флэнаган США | Тракстан Хейр США                                                                    | Джозайя Маккрэкен США          |

## Парусный спорт
| Дисциплина     | Золото                                                                                   | Серебро                                                                        | Бронза                                                        |
| До 0,5 тонн    | Франция Пьер Жерве                                                                       | Франция Робер Линзелье · Жан Тексье · Жан-Батист Шарко                         | Франция Анри Монно · Леон Теллье · Гастон Коллье              |
| До 0,5 тонн    | Франция Эмиль Сакре                                                                      | Франция Робер Линзелье · Жан Тексье · Жан-Батист Шарко                         | Франция Пьер Жерве                                            |
| 0,5-1 тонны    | Великобритания Джон Греттон · Лорн Карри · Элджернон Модсли · Линтон Хоуп                | Франция Жак Бодрье · Жюль Валтон · Жан Ле Бре · Феликс Маркотт · Уильям Мартин | Франция Марсель Меран · Фредерик Мишле · Эжен Мишле           |
| 1-2 тонны      | Швейцария Бернар де Пуртале · Элен де Пуртале · Эрман де Пуртале                         | Франция Август Альберт · Дюваль · Шарль Хуго · Ф. Виламитьяна                  | Франция Жак Бодрье · Люсьен Бодрье · Дубоск · Эдуар Мантуа    |
| 1-2 тонны      | Германия Оттокар Вайзе · Мартин Визнер · Георг Науэ · Хайнрих Петерс                     | Швейцария Бернар де Пуртале · Элен де Пуртале · Эрман де Пуртале               | Франция Август Альберт · Дюваль · Шарль Хуго · Ф. Виламитьяна |
| 2-3 тонны      | Смешанная команда Фредерик Бланши (FRA) Эдуард Уильям Иксшоу (GBR) Жак Ле Лявассье (FRA) | Франция Године · Досье · Миаляре · Сюссе                                       | Франция Де Коттиньон · Эмиль Жан-Фонтан · Фердинанд Шлаттер   |
| 2-3 тонны      | Смешанная команда Фредерик Бланши (FRA) Эдуард Уильям Иксшоу (GBR) Жак Ле Лявассье (FRA) | Франция Године · Досье · Миаляре · Сюссе                                       | Франция Август Донни                                          |
| 3-10 тонн      | Великобритания Х. Н. Джефферсон · Говард Тейлор · Эдвард Хор                             | Франция Морис Гуффле · Робер Гуффле · Шарль Гьюро · А. Дюбо · Ж. Дюбо          | США Х. Мак-Генри                                              |
| 10-20 тонн     | Франция Эмиль Бийяр · Пол Перкю                                                          | Франция Жан Деказе                                                             | Великобритания Эдвард Хор                                     |
| Открытый класс | Великобритания Джон Греттон · Лорн Карри · Элджернон Модсли · Линтон Хоуп                | Германия Оттокар Вайзе · Мартин Визнер · Георг Науэ · Хайнрих Петерс           | Франция Фредерик Мишле · Эжен Мишле                           |

## Перетягивание каната
| Дисциплина           | Золото | Серебро | Бронза |
| Перетягивание каната | Смешанная команда Чарльз Винклер (DEN) Август Нильссон (SWE) Густаф Сёдерстрём (SWE) Ойген Шмидт (DEN) Карл Штааф (SWE) Эдгар Эбю (DEN) | Франция Реймон Бассе · Шарль Гондуан · Константин Энрикес де Зубейра · Жан Колля · Жозеф Роффо · Эмиль Саррад | —      |

## Плавание
| Дисциплина                 | Золото                                                                                              | Серебро                                                                  | Бронза                                                                     |
| 200 метров вольным стилем  | Фредерик Лейн Австралия                                                                             | Золтан Халмаи Венгрия                                                    | Карл Руберль Австрия                                                       |
| 1000 метров вольным стилем | Джон Джарвис Великобритания                                                                         | Отто Вале Австрия                                                        | Золтан Халмаи Венгрия                                                      |
| 4000 метров вольным стилем | Джон Джарвис Великобритания                                                                         | Золтан Халмаи Венгрия                                                    | Луи Мартен Франция                                                         |
| 200 метров на спине        | Эрнст Хоппенберг Германия                                                                           | Карл Руберль Австрия                                                     | Йоханнес Дрост Нидерланды                                                  |
| 200 метров среди команд    | Германия (империя) Герберт фон Петерсдорф · Юлиус Фрей · Макс Хайнле · Эрнст Хоппенберг · Макс Шёне | Франция Ж. Бертран · Вербекке · Виктор Каде · Виктор Ошпье · Морис Ошпье | Франция Филипп Убан · Жорж Лёйе · Луи Мартен · Дезире Мерше · Рене Тартара |
| 200 метров с препятствиями | Фредерик Лейн Австралия                                                                             | Отто Вале Австрия                                                        | Питер Кемп Великобритания                                                  |
| Подводное плавание         | Шарль де Вандвиль Франция                                                                           | Андре Сикс Франция                                                       | Педер Люккеберг Дания                                                      |
| Эстафета 5х40 метров       | Германия (империя)                                                                                  | Франция                                                                  | Франция                                                                    |

## Поло
| Дисциплина | Золото | Серебро                                                                                                   | Бронза |
| Поло       | Смешанная команда 1 Джон Бересфорд (GBR) Денис Дейли (GBR) Фоксхолл Кин (USA) Фрэнк Мак-Кей (USA) Альфред Роулинсон (GBR) | Смешанная команда 3 Уолтер Бакместер (GBR) Хосе де Мадре (ESP) Уолтер Мак-Крири (USA) Фредерик Фрик (GBR) | Мексика Гильермо Райт · Мануэль де Эскандон · Пабло де Эскандон · Эустакиу де Эскандон                                         |
| Поло       | Смешанная команда 1 Джон Бересфорд (GBR) Денис Дейли (GBR) Фоксхолл Кин (USA) Фрэнк Мак-Кей (USA) Альфред Роулинсон (GBR) | Смешанная команда 3 Уолтер Бакместер (GBR) Хосе де Мадре (ESP) Уолтер Мак-Крири (USA) Фредерик Фрик (GBR) | Смешанная команда 2 Фредерик Гилл (GBR) Морис Рауль-Дюваль (FRA) Эдуард Альфонс де Ротшильд (FRA) Робер Фурнье-Сарловезе (FRA) |

## Регби
| Дисциплина | Золото  | Серебро        | Бронза |
| Регби      | Франция | Великобритания | —      |
| Регби      | Франция | Германия       | —      |

## Спортивная гимнастика
| Дисциплина                | Золото                | Серебро          | Бронза                |
| Индивидуальное первенство | Гюстав Сандра Франция | Ноэль Ба Франция | Люсьен Демане Франция |

## Стрельба
| Дисциплина                          | Золото                                                                                     | Серебро                                                                             | Бронза                                                                                             |
| Скоростной пистолет, 25 метров      | Морис Ларруй Франция                                                                       | Леон Моро Франция                                                                   | Эжен Бальм Франция                                                                                 |
| Пистолет, 50 метров                 | Карл Рёдерер Швейцария                                                                     | Ахилл Парош Франция                                                                 | Конрад Штеели Швейцария                                                                            |
| Пистолет среди команд, 50 метров    | Швейцария Фридрих Люти · Пауль Пробст · Луи Ришарде · Карл Рёдерер · Конрад Штеели         | Франция Луи Дюффуа · Морис Лекок · Леон Моро · Ахилл Парош · Жюль Трините           | Нидерланды Солко ван дер Берг · Антониус Боувенс · Антони Свейс · Хенрик Силлем · Герардус ван Хан |
| Винтовка стоя, 300 метров           | Ларс Мадсен Дания                                                                          | Оле Эстмо Норвегия                                                                  | Шарль Помье дю Верже Бельгия                                                                       |
| Винтовка с колена, 300 метров       | Конрад Штеели Швейцария                                                                    | Эмиль Келленбергер Швейцария                                                        | —                                                                                                  |
| Винтовка с колена, 300 метров       | Конрад Штеели Швейцария                                                                    | Андерс Петер Нильсен Дания                                                          | —                                                                                                  |
| Винтовка лёжа, 300 метров           | Ахилл Парош Франция                                                                        | Андерс Петер Нильсен Дания                                                          | Оле Эстмо Норвегия                                                                                 |
| Винтовка с трёх позиций, 300 метров | Эмиль Келленбергер Швейцария                                                               | Андерс Петер Нильсен Дания                                                          | Пауль ван Асбрук Бельгия                                                                           |
| Винтовка с трёх позиций, 300 метров | Эмиль Келленбергер Швейцария                                                               | Андерс Петер Нильсен Дания                                                          | Оле Эстмо Норвегия                                                                                 |
| Винтовка среди команд, 300 метров   | Швейцария Франц Бёкли · Альфред Грюттер · Эмиль Келленбергер · Луи Ришарде · Конрад Штеели | Норвегия Оле Сетер · Том Сёберг · Олаф Фрюденлунд · Хелльмер Хермандсен · Оле Эстмо | Франция Огюст Кавадини · Морис Лекок · Леон Моро · Ахилл Парош · Рене Томас                        |
| Трап                                | Роже де Барбарен Франция                                                                   | Рене Гюйо Франция                                                                   | Жюстиньен де Клари Франция                                                                         |

## Стрельба из лука
| Дисциплина             | Золото                   | Серебро                  | Бронза                      |
| А ля эрш               | Эммануэль Фулон Бельгия  | Эмиль Дрюа Бельгия       | —                           |
| А ля эрш               | Эммануэль Фулон Бельгия  | Огюст Серрюрье Франция   | —                           |
| А ля пирамид           | Эмиль Грюмье Франция     | Огюст Серрюрье Франция   | Луи Глинье Бельгия          |
| Кордон доре, 33 метра  | Хуберт ван Иннис Бельгия | Виктор Тибо Франция      | Шарль Фредерик Пети Франция |
| Кордон доре, 50 метров | Анри Эруэн Франция       | Хуберт ван Иннис Бельгия | Эмиль Фиссо Франция         |
| Шапеле, 33 метра       | Хуберт ван Иннис Бельгия | Виктор Тибо Франция      | Шарль Фредерик Пети Франция |
| Шапеле, 50 метров      | Эжен Мужен Франция       | Анри Эль Франция         | Эмиль Мерсье Франция        |

## Теннис
| Дисциплина                 | Золото                                              | Серебро                                                      | Бронза                                                              |
| Одиночный разряд (мужчины) | Лоуренс Дохерти Великобритания                      | Гарольд Махони Великобритания                                | Реджинальд Дохерти Великобритания                                   |
| Одиночный разряд (мужчины) | Лоуренс Дохерти Великобритания                      | Гарольд Махони Великобритания                                | Артур Норрис Великобритания                                         |
| Одиночный разряд (женщины) | Шарлотта Купер Великобритания                       | Элен Прево Франция                                           | Марион Джонс США                                                    |
| Одиночный разряд (женщины) | Шарлотта Купер Великобритания                       | Элен Прево Франция                                           | Гедвига Розенбаумова Богемия                                        |
| Парный разряд (мужчины)    | Великобритания Лоуренс Дохерти · Реджинальд Дохерти | Смешанная команда Бэзил де Гармендиа (USA) Макс Декюжи (FRA) | Великобритания Гарольд Махони · Артур Норрис                        |
| Парный разряд (мужчины)    | Великобритания Лоуренс Дохерти · Реджинальд Дохерти | Смешанная команда Бэзил де Гармендиа (USA) Макс Декюжи (FRA) | Франция Андре Прево · Жорж де ла Шапель                             |
| Смешанный разряд           | Великобритания Шарлотта Купер · Реджинальд Дохерти  | Смешанная команда Элен Прево (FRA) Гарольд Махони (GBR)      | Смешанная команда Марион Джонс (USA) Лоуренс Дохерти (GBR)          |
| Смешанный разряд           | Великобритания Шарлотта Купер · Реджинальд Дохерти  | Смешанная команда Элен Прево (FRA) Гарольд Махони (GBR)      | Смешанная команда Гедвига Розенбаумова (BOH) Арчибальд Уорден (GBR) |

## Фехтование
| Дисциплина                      | Золото                   | Серебро                  | Бронза                    |
| Шпага                           | Рамон Фонст Куба         | Луи Пере Франция         | Леон Се Франция           |
| Шпага среди маэстро             | Альбер Айя Франция       | Эмиль Буньоль Франция    | Анри Лоран Франция        |
| Шпага среди любителей и маэстро | Альбер Айя Франция       | Рамон Фонст Куба         | Леон Се Франция           |
| Рапира                          | Эмиль Кост Франция       | Анри Массон Франция      | Марсель Буланже Франция   |
| Рапира среди маэстро            | Люсьен Мериньяк Франция  | Альфонс Киршофер Франция | Жан Батист Мимьяг Франция |
| Сабля                           | Жорж де ла Фалез Франция | Леон Тибо Франция        | Зигфрид Флеш Австрия      |
| Сабля среди маэстро             | Антонио Конте Италия     | Итало Сантелли Италия    | Милан Нералич Австрия     |

## Футбол
| Дисциплина | Золото | Серебро | Бронза |
| Мужчины    | Великобритания Клод Бекенхем · Т. Барридж · Уильям Гослинг · Джон Джонс · Джеймс Зилли · Уильям Куош · Дж. Николас · Ф. Спэкмен · Артур Тёрнер · А. Хеслем · Альфред Чалк | Франция Пьер Альман · Луи Бак · Альфред Блок · Виржиль Гайяр · Жорж Гарнье · Рене Гранжан · Р. Дюпар · Фернан Канель · Марсель Ламбер · Морис Макен · Гастон Пельтье · Эжен Фрайс · Люсьен Юто | Бельгия Альбер Дельбек · Рауль Келеком · Марсель Лебутт · Люсьен Лондо · Эрнест де Мелен · Эдмон Нефс · Георгес Пельгримс · Альфонс Ренье · Эмиль Спанног · Эрик Торнтон · Хендрик ван Хёккелюм |

## Лидеры по медалям
| Место | Страна                  | Золото | Серебро | Бронза | Всего |
| ----- | ----------------------- | ------ | ------- | ------ | ----- |
| 1     | Франция (FRA)           | 26     | 41      | 34     | 101   |
| 2     | США (USA)               | 19     | 14      | 14     | 47    |
| 3     | Великобритания (GBR)    | 15     | 6       | 9      | 30    |
| 4     | Смешанная команда (ZZX) | 6      | 3       | 3      | 12    |
| 5     | Швейцария (SUI)         | 6      | 2       | 1      | 9     |
| 6     | Бельгия (BEL)           | 5      | 5       | 5      | 15    |
| 7     | Германия (GER)          | 4      | 2       | 2      | 8     |
| 8     | Италия (ITA)            | 2      | 2       | 0      | 4     |
| 9     | Австралия (AUS)         | 2      | 0       | 3      | 5     |
| 10    | Дания (DEN)             | 1      | 3       | 2      | 6     |
| 10    | Венгрия (HUN)           | 1      | 3       | 2      | 6     |
| 12    | Куба (CUB)              | 1      | 1       | 0      | 2     |
| 13    | Канада (CAN)            | 1      | 0       | 1      | 2     |
| 14    | Испания (ESP)           | 1      | 0       | 0      | 1     |
| 15    | Австрия (AUT)           | 0      | 3       | 3      | 6     |
| 16    | Норвегия (NOR)          | 0      | 2       | 3      | 5     |
| 17    | Индия (IND)             | 0      | 2       | 0      | 2     |
| 18    | Нидерланды (NED)        | 0      | 1       | 3      | 4     |
| 19    | Богемия (BOH)           | 0      | 1       | 1      | 2     |
| 20    | Мексика (MEX)           | 0      | 0       | 1      | 1     |
| 20    | Швеция (SWE)            | 0      | 0       | 1      | 1     |
| Всего | Всего                   | 90     | 90      | 88     | 268   |